# Krbeta
Krbeta je naselje u distriktu Brčko, BiH.

## Stanovništvo
Nacionalni sastav stanovništva 1991. godine, bio je sljedeći:
ukupno: 244
- Srbi - 240
- Hrvati - 4